# Кутанс (округ)
Кутанс (фр. Coutances) — округ (фр. Arrondissement) во Франции, один из округов в регионе Нормандия. Департамент округа — Манш. Супрефектура — Кутанс.
Население округа на 2018 год составляло 70 379 человек. Плотность населения составляет 61 чел./км². Площадь округа составляет 1154,12 км².

## Состав
Кантоны округа Кутанс (c 1 января 2017 года):
- Агон-Кутенвиль
- Карантан-ле-Маре (частично)
- Креанс (частично)
- Кутанс
- Кетревиль-сюр-Сьен

Кантоны округа Кутанс (c 22 марта 2015 года по 31 декабря 2016 года):
- Агон-Кутенвиль
- Бреаль (частично)
- Карантан (частично)
- Креанс (частично)
- Кутанс
- Кетревиль-сюр-Сьен

Кантоны округа Кутанс (до 22 марта 2015 года):
- Бреаль
- Гавре
- Кутанс
- Ла-Э-дю-Пюи
- Лесе
- Монмартен-сюр-Мер
- Перье
- Сен-Мало-де-ла-Ланд
- Сен-Совёр-Ланделен
- Серизи-ла-Саль